# Distretto di Val-de-Ruz
Il distretto di Val-de-Ruz è stato fino al 31 dicembre 2017 un distretto del Canton Neuchâtel, in Svizzera. Confinava con i distretti di Neuchâtel a est, di Boudry a sud, di Le Locle e di La Chaux-de-Fonds a ovest e con il Canton Berna (regione del Giura Bernese) a nord-est. Il capoluogo era Cernier.

## Suddivisioni
Amministrativamente era diviso in 2 comuni:
- Valangin
- Val-de-Ruz

### Fusioni
- 1875: Fenin, Saules, Vilars → Fenin-Vilars-Saules
- 2013: Boudevilliers, Cernier, Chézard-Saint-Martin, Coffrane, Dombresson, Engollon, Fenin-Vilars-Saules, Fontainemelon, Fontaines, Les Geneveys-sur-Coffrane, Les Hauts-Geneveys, Montmollin, Le Pâquier, Savagnier, Villiers → Val-de-Ruz